# Teatro Metropolitano (Medellín)
El Teatro Metropolitano José Gutiérrez Gómez és una sala de teatre de Medellín, (Colòmbia), ubicada en el sector d'Alpujarra. És un dels principals escenaris de la ciutat. Ofereix una programació variada al llarg de l'any. Va ser inaugurat el 1987 i té una capacitat de 1.634 persones. És la seu de l'Estudio Polifónico de Medellín i de l'Orquesta Filarmónica de Medellín.